# گینتوتا
گینتوتا (به لاتین: Gintota) یک منطقهٔ مسکونی در سری‌لانکا است که در استان جنوبی (سری‌لانکا) واقع شده‌است. گینتوتا ۲٬۷۳۸ نفر جمعیت دارد.